# Patryk Chojnowski
Patryk Chojnowski est un pongiste polonais, né le 5 avril 1990 à Świdnik.

## Palmarès

### Jeux paralympiques
- 2012 à Londres,  Royaume-Uni
  -  Médaille d'or en simple
  -  Médaille d'argent en double
- 2016 à Rio de Janeiro,  Brésil
  -  Médaille d'argent en simple
  -  Médaille de bronze en double
- 2020 à Tokyo,  Japon
  -  Médaille d'or en simple